# Kombinat ORSTA-Hydraulik
Der VEB Kombinat ORSTA-Hydraulik Leipzig wurde 1970 gegründet und war ein Kombinat in der Deutschen Demokratischen Republik. Das Kombinat unterstand dem Ministerium für Schwermaschinen- und Anlagenbau.
Die Aufgabe des Kombinats gemäß des 1969 formulierten Statuts bestand in der Ausübung von Einfluss auf den optimalen Einsatz der Hydraulik in der Volkswirtschaft und der bedarfsgerechten Produktion der erforderlichen Hydraulikerzeugnisse. Zum Produktportfolio des Kombinats gehörten hydraulische Steuer- und Antriebsaggregate und weitere standardisierte Hydraulikelemente. Auch Hydraulik- und Motorenölfilter sowie Pneumatikventile wurden hergestellt.
Sitz des Leipziger Stammbetriebs war ab 1973 die ehemalige Schokoladenfabrik des Café Felsche in der Menckestraße in Leipzig-Gohlis.
Im Zuge der Wende und der anschließenden Wiedervereinigung wurde das Kombinat 1990 aufgelöst und dessen Betriebe privatisiert.

## Zugehörige Betriebe
Zum Kombinat gehörten 1990 die folgenden Betriebe:
- VEB Hydraulik Leipzig; (Stammbetrieb)
- VEB Elektrobauelemente Schleusingen
- VEB Filterbau Dessau
- VEB Filtertechnik Gera
- VEB Hydraulik Dippoldiswalde
- VEB Hydraulik Nord „Paul Sasnowski“ Parchim
- VEB Hydraulik Rochlitz
- VEB Hydraulik Schwerin
- VEB Hydraulik Seehausen
- VEB Hydraulik Tarthun
- VEB Industriewerke Karl-Marx-Stadt
- VEB Industriezweig-Rationalisierungszentrum Karl-Marx-Stadt
- VEB ORSTA Pneumatik Zella-Mehlis
- VEB Pneumatik Berlin
- VEB Sprio-Werke Holzhausen
- VEB Vereinigte Gießereien Aue